# Gamlehaugen

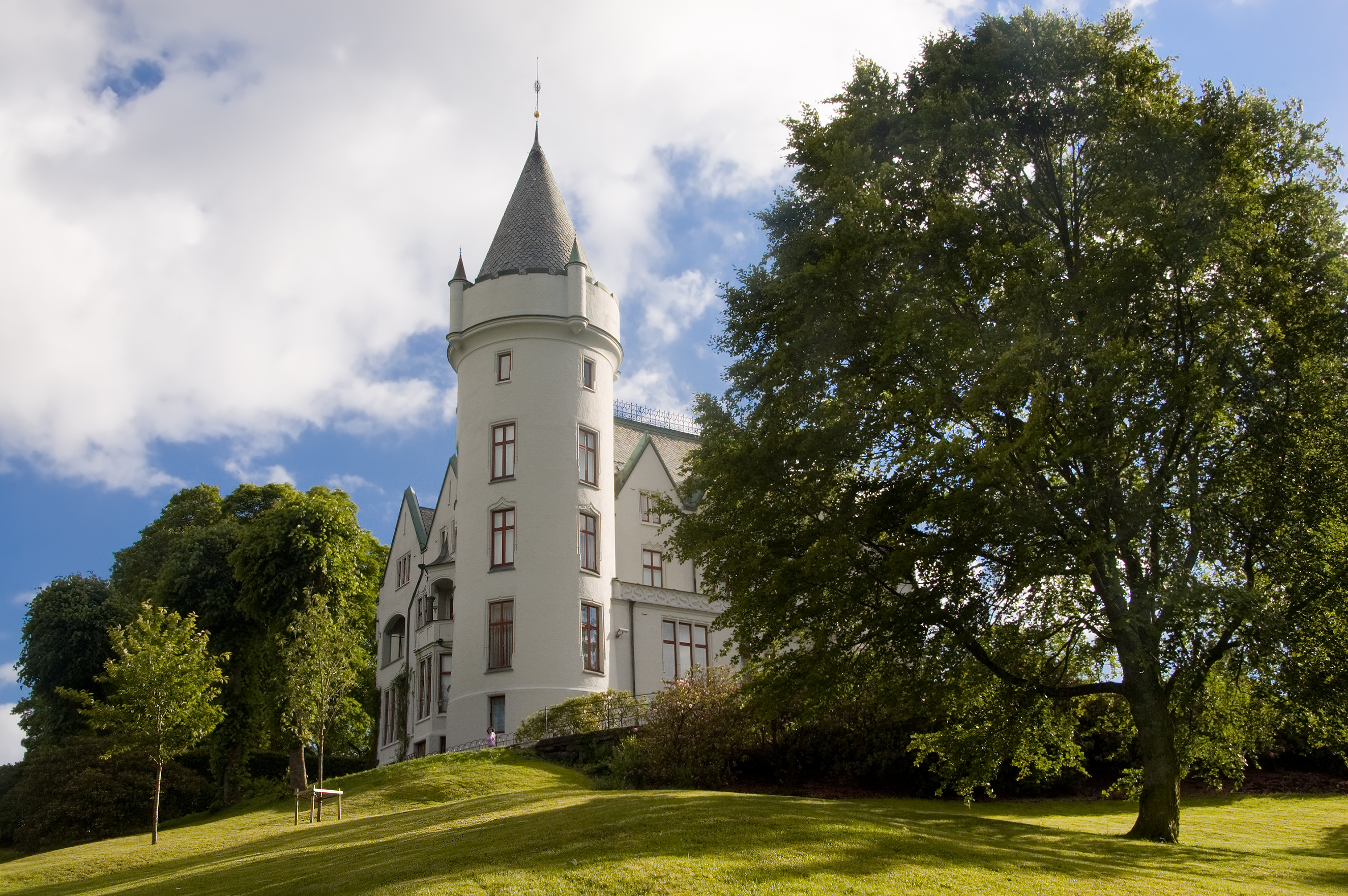
Gamlehaugen, Ansicht von Nordwesten

Gamlehaugen ist ein Schloss in Norwegen. Es dient als offizielle Residenz der norwegischen Königsfamilie bei Aufenthalten in Bergen.

## Lage
Gamlehaugen liegt etwa sieben Kilometer südlich von Bergen im Ortsteil Fjøsanger. Das Schloss liegt auf einer Anhöhe am nördlichen Ende des Nordåsvannet, einem Seitenarm des Grimstadfjorden.

## Geschichte
Im Mittelalter diente die Fläche um das damals noch nicht benannte Bauernhaus der land- und forstwirtschaftlichen Nutzung, wurde aber mit Ausbruch der Pest verlassen und lag brach. Namentlich erwähnt wird Gamlehaugen erstmals im Jahr 1665, wieder im Zusammenhang mit landwirtschaftlicher Nutzung. 1708 kam es zum Zusammenschluss des Bauernhauses mit dem Fjøsanger Herrenhaus. Erst 1809, im Besitz von Danckert Krohn, der das Anwesen bereits 1774 kaufte, wurde Gamlehaugen von Fjøsanger abgesondert und eigenständig. Nach Krohns Tod übernahm seine Nichte das Anwesen, ließ es aber durch Haushälter führen und circa 1812 das Hauptgebäude erbauen. 1864 kaufte Alexander Bull, ein Sohn des Komponisten und Violinisten Ole Bull, das Anwesen, verkaufte es aber nur zwei Jahre später. Anton Mohr – ein Geograph und Historiker – kaufte 1878 Gamlehaugen für landwirtschaftliche Zwecke und nahm einige Umbauten vor. Nach seinem Tod 1890 verkaufte seine Witwe Alethe das Haus an Baumeister aus Bergen, unter der Bedingung es weiterhin nutzen zu dürfen. Im Mai 1898 kaufte der Reeder und Politiker Christian Michelsen das Anwesen. Nach dem Tod Alethe Mohrs ließ er das komplette Anwesen abreißen und Gamlehaugen mit einjähriger Bauzeit ab 1899 so aufbauen, wie es heute noch zu sehen ist. Nach dem Tod Michelsens 1925 riefen Freunde und Kollegen zu einer Spendenaktion auf, damit der Staat Norwegen das Anwesen kaufen und unterhalten könne. Trotz der Verfehlung des Ziels von einer Million Norwegischer Kronen kaufte der Staat das Haus und unterhielt das Anwesen durch die Spenden bis 1965. Anschließend übernahm Norwegen auch weiterhin Instandhaltungs- und Unterhaltskosten. Von 1998 bis 1991 wurde das Schloss zum ersten Mal renoviert, um es auf den Besuch des amtierenden Königspaares vorzubereiten, seitdem dient es dem Königshaus als offizielle Sommerresidenz der Königsfamilie. Während seiner Zeit an der Marineakademie in Bergen wohnte Kronprinz Haakon auf dem Anwesen.
Der Park um das Anwesen ist für die Öffentlichkeit frei zugänglich. Genutzt wird der Park hauptsächlich zur Erholung, für Spaziergänge und dem Schwimmen im angrenzenden Wasser. Das Prunkzimmer und der Festsaal sind während der Sommermonate geöffnet und kann mit geführten Touren besichtigt werden. Ebenfalls zu besichtigen ist das mit Sammlerstücken gefüllte Büro des ehemaligen Premiers Christian Michelsen.

## Architektur
Bis zu seinem Abriss im Jahr 1898 war Gamlehaugen im Schweizerhaus-Stil erbaut worden. Angenommen wird, dass dies um 1812 unter Marie Krohn geschah. Christian Michelsen ließ das Gebäude im Schottischen Baroniestil durch den Architekten Jens Zetlitz Monrad Kielland neu erbauen. Dieser vereinte stilistische Mittel nach dem Vorbild eines französischen Schlosses des 16. Jahrhunderts, mit denen einer schottischen Festung, angelehnt an die Architektur der Tower Houses. Trotzdem fügte er noch moderne Aspekte seiner Zeit hinzu. Im Gebäude selbst wird weder der französische noch der schottische Stil aufgegriffen, sondern es herrscht eine klassische norwegische Einrichtung vor, die an den Reichtum Bergens während des Mittelalters und der Hanse erinnert. Einfluss auf die Dekoration der Zimmer hatten mehrere verschiedenen Stilrichtungen – Rokoko, Neorenaissance, Niederländische Barock und Neobarock. Umgeben ist das Anwesen von einem Park im englischen Stil, der sich durch eine Vielzahl verschiedener Pflanzenarten auszeichnet.